# Angèle Delasalle
Pour les articles homonymes, voir Delasalle.
Angèle Delasalle, née le 15 février 1867 à Paris 2e et morte le 26 août 1939 à Saint-Martin-de-Ré, est une artiste peintre et aquafortiste française.

## Biographie

### Enfance et éducation
Née de parents parisiens, Mathilde Angèle Delasalle montre un goût pour les dessins et enluminures. Ses parents la mettent au couvent des Dames Augustines anglaises, qu'elle abandonne pour étudier à l'Académie Julian à Paris où elle suit les cours de Jean-Paul Laurens, Benjamin-Constant et Jules Lefebvre.

### Carrière artistique
Angèle Delasalle commence à exposer d'abord des peintures au Salon des artistes français dont elle devient membre à partir de 1894. L'année suivante, elle obtient une mention honorable pour Portrait de Mlle de J... et son tableau Caïn et les Filles d'Enoch est également présenté et attire l'attention. Diane au repos est présenté en 1897. En 1898, Le Retour de la chasse, remarqué par Benjamin Constant dans Le Figaro, lui vaut une deuxième médaille et le tableau est acquis par l'État au profit du musée du Luxembourg. Elle obtient une médaille de bronze en 1897 puis une médaille d'argent en 1898 et enfin l'or en 1900. C'est cette dernière année qu'elle présente La Forge, un tableau plutôt en marge de ses thèmes habituels. Elle reçoit le prix Piot de l'Institut français en 1899 ,.
En 1900, son tableau Un soir à Saint-Cloud lui permet d'obtenir une bourse de voyage.
Elle va peindre à Rome puis à Bruxelles où elle remarque la galerie du jardin zoologique. À   Amsterdam elle découvre l'art de Rembrandt, surtout ses gravures, qui produisent sur elle une forte impression. Elle complète son voyage par un séjour en Angleterre en 1902 impressionnée par Turner, Phidias et les dessins de Raphaël pour la chapelle Sixtine. Elle expose à Londres, aux Grafton Galleries, des vues de la capitale anglaise, jugées « plus anglaise que l'Angleterre » par la critique. Elle conclut de son voyage que « rien ne développe comme les comparaisons ».
Entre-temps, elle reçoit la médaille d'argent à l'Exposition universelle de 1900, rejoint la galerie Georges Petit et la Société internationale de peinture et de sculpture (1901) et est nommée associée à la Société nationale des beaux-arts (1902).
Devant son admiration pour la philosophe Clémence Royer, Benjamin-Constant arrange pour que cette dernière pose pour son portrait à la maison Galignani peu de temps avant sa mort en février 1902.
En 1903, ses œuvres sont présentées au Salon de la Société nationale des beaux-arts et elle devient membre du premier Salon d'automne.
En 1919, elle est témoin du mariage d'Édouard Daladier avec Madeleine Laffont.
Elle est signalée en 1930 comme ayant été nommée chevalier de la Légion d'honneur qu'elle aurait obtenu en 1926.
Tous ses travaux sont signés « A. Delasalle » et son atelier parisien se situait au 3, rue Jean-Baptiste-Dumas.

## Importance de son œuvre
Angèle Delasalle est réputée pour ses nus, ses paysages de banlieue, ses félidés, ses scènes de travailleurs et ses eaux-fortes. Elle est l'une des premières femmes de son époque à peindre des nus,. Elle est la première et unique femme à faire partie de la Société internationale de peinture et de sculpture en raison d'un style décrit comme « viril » par la critique et de sa signature neutre (A. delasalle) conduisant à son invitation par erreur. Elle s'attaque également aux thèmes habituellement réservés aux hommes peintre de l’époque tels La Forge. Elle est également la seule femme de son époque à obtenir une bourse pour voyager en Europe en 1900.
De son temps, son art est loué par la Gazette des beaux-arts qui publie d'elle plusieurs gravures en hors-texte en 1909 et 1912. Ainsi, Raymond Escholier y décrit ses peintures de nus en ces termes : « tout d'abord nacrées de reflets, puis, bientôt, maçonnées en pleine chair. Ce qui caractérise ces nus, c'est qu'ils sont bien modernes. Sans que l'artiste y ait songé, ils sont autant des déshabillés que des nus. C'est que Mlle Delasalle n'obéit à aucun souci d'idéalisation académique et qu'elle peint simplement la femme qu'elle a sous les yeux. ».
Elle a participé aux expositions de groupe organisées par la Société des Femmes Artistes Modernes (FAM), créée en 1931 par Marie-Anne Camax-Zoegger. Elle est présente sur la liste des artistes de l'exposition de 1935 à la Galerie Bernheim-Jeune.

## Distinctions
- Chevalière de la Légion d'honneur (1926)

## Œuvres

### Peintures
- Athènes, Pinacothèque nationale : Tamise, 1900[18].
- Laon, musée d'Art et d'Archéologie : Diane au repos, 1896.
- Nanterre, La Contemporaine :
  - La Place des Pyramides le 16 mai 1915, 1915[19].
  - La Place d'Iéna le 22 avril 1917, 1917[20].
  - La Statue de Strasbourg, Place de la Concorde, Paris, le 29 oct. 1918, 1918[21].
  - Une scène de l'armistice, 11 novembre 1918, 1918[22].
- Nantes, musée des Beaux-Arts : Portrait de Mlle Clémence Royer, 1902[23].
- Paris :
  - musée Carnavalet : Le Pont-Neuf et l'île de la Cité, vus du quai Conti, 1902, exposé au Salon de la Société nationale des beaux-arts, 1903, no 405[24].
  - musée national d'Art moderne : Femme endormie, 1920[25].
  - musée d'Orsay :
    - Portrait de Benjamin-Constant, 1902[26] ;
    - Femme endormie, 1920[25].
- Pau, musée des Beaux-Arts : Matinée brumeuse à Paris, 1904[27].
- Poitiers, musées de Poitiers : Le Retour de la chasse, 1898.
- Quimper, musée des Beaux-Arts : Portrait de Fernand Legout-Gérard, non daté[28].
- Randan, château de Randan :
  - Portrait du duc de Montpensier, chasseur au tigre, 1911[29], exposé au Salon des artistes français, 1912, no 517[30].
  - Portrait du duc de Montpensier en tenue de parade, 1911[31].
- Rouen, musée des Beaux-Arts : La Forge, 1900[32].

Peintures par Angèle Delasalle
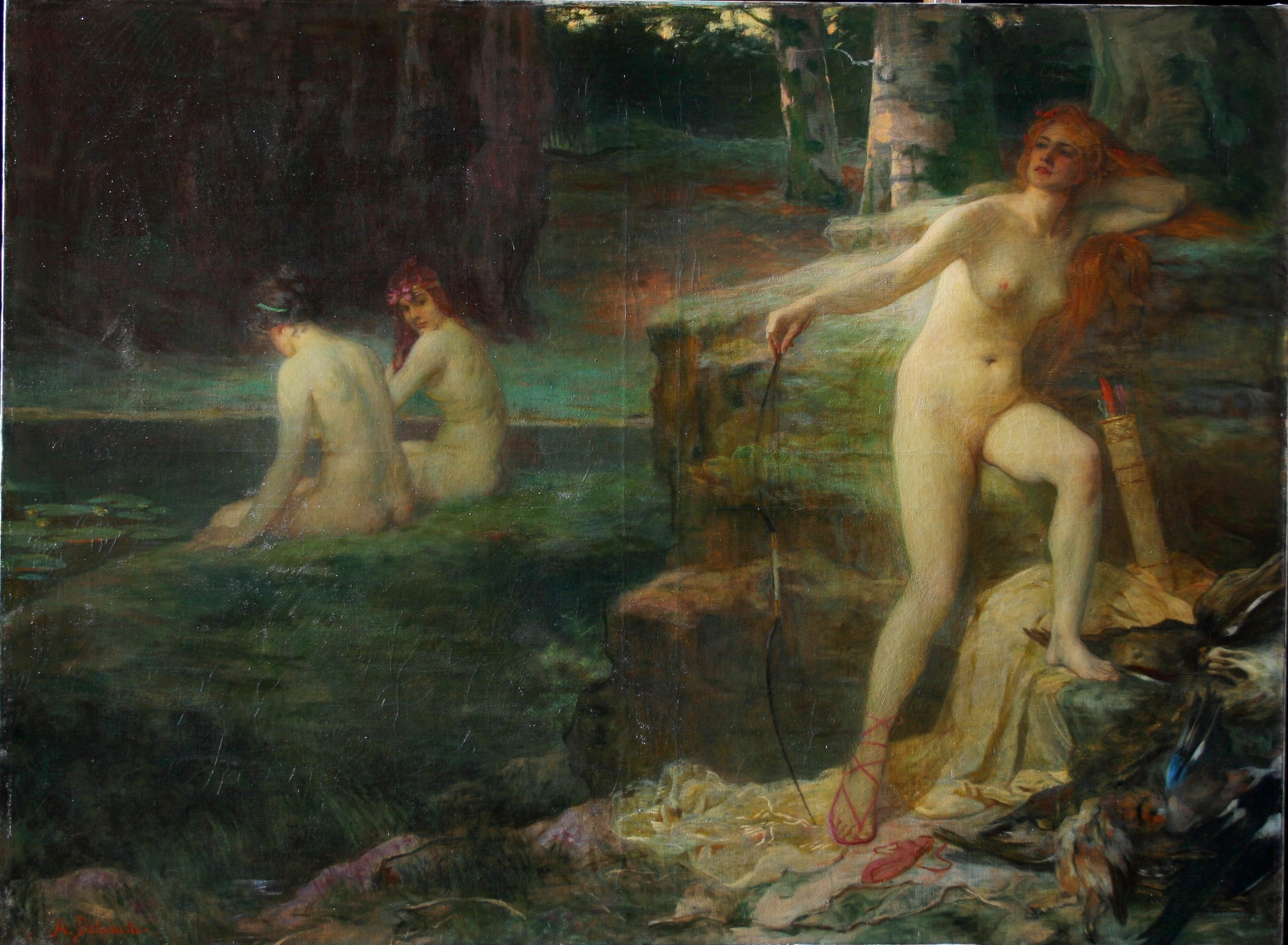
Diane au repos (1896), musée d'Art et d'Archéologie de Laon
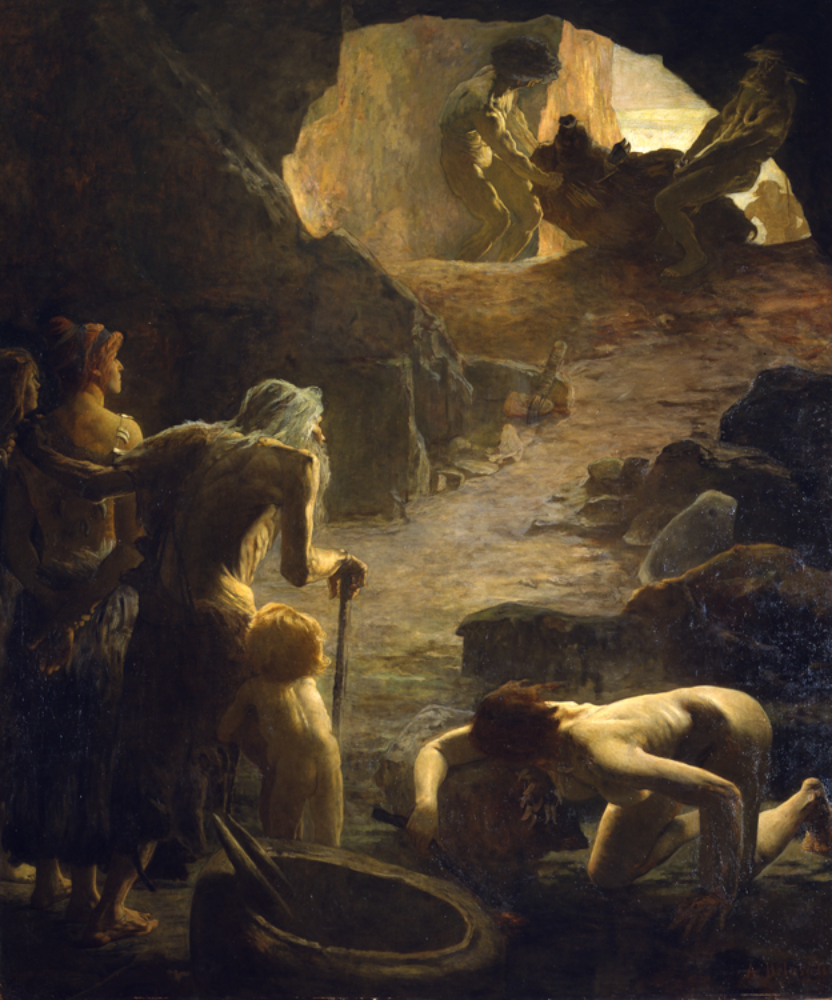
Le Retour de la chasse (1898), Poitiers, musée Sainte-Croix
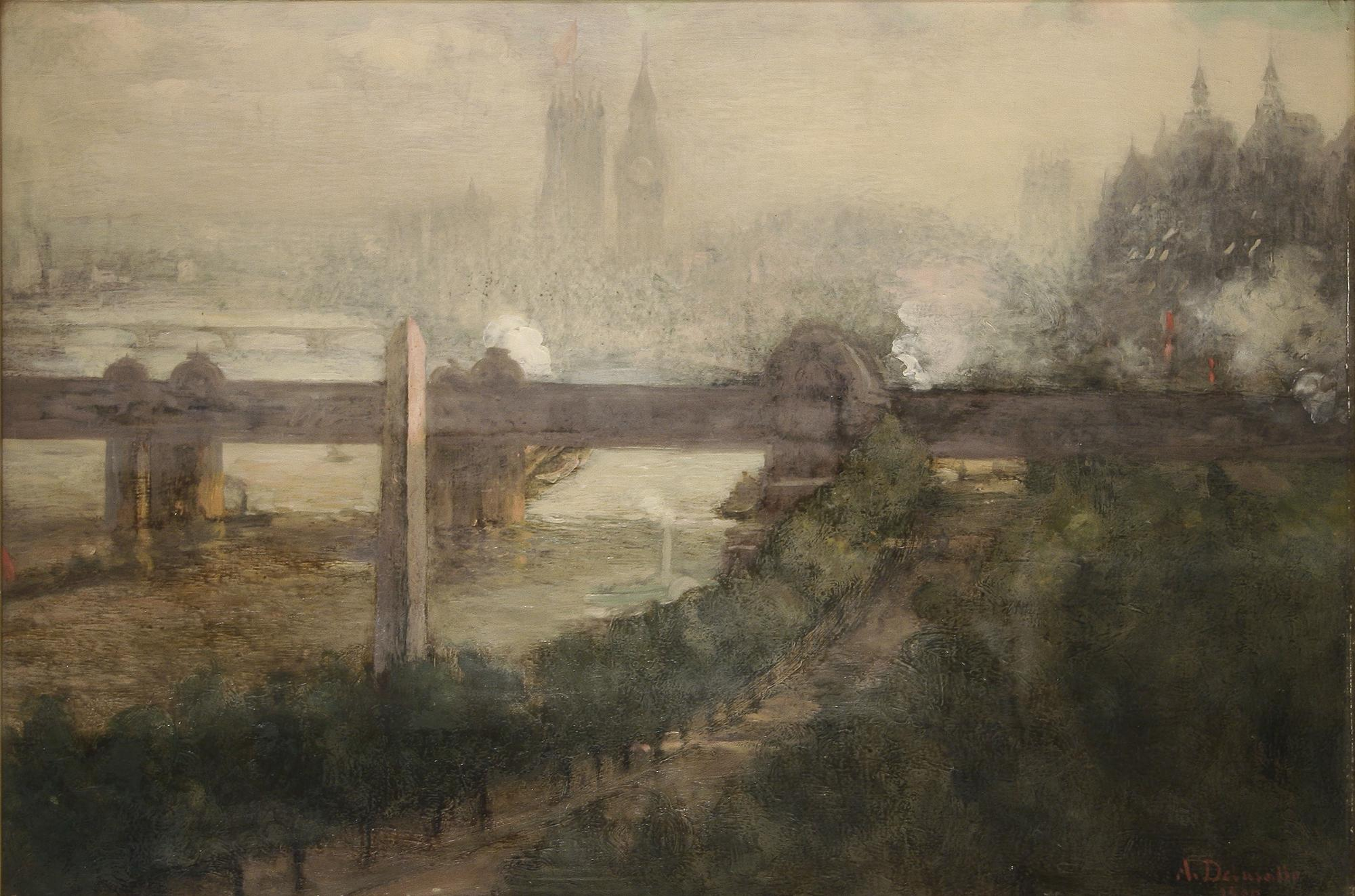
Tamise (1900), Athènes, Pinacothèque nationale
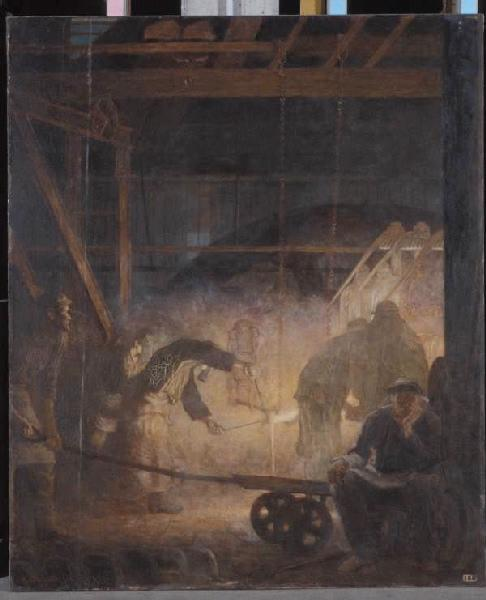
La Forge (1900), musée des Beaux-Arts de Rouen
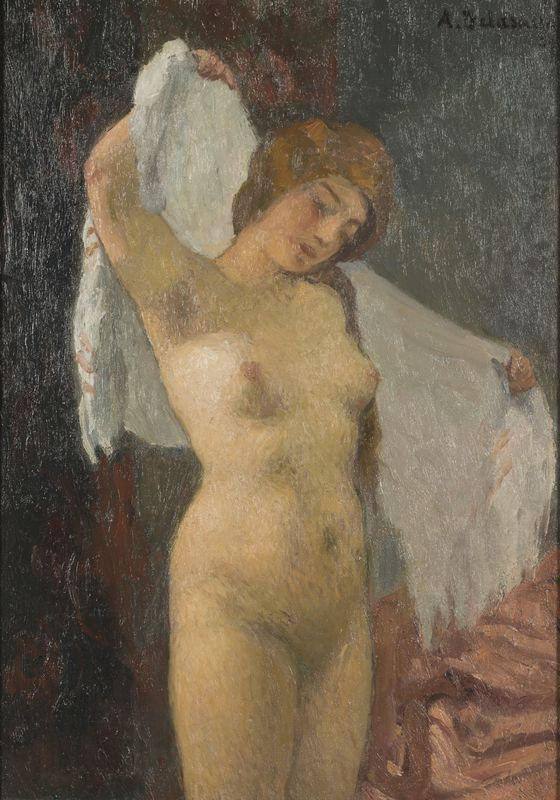
Baigneuse (vers 1900), localisation inconnue
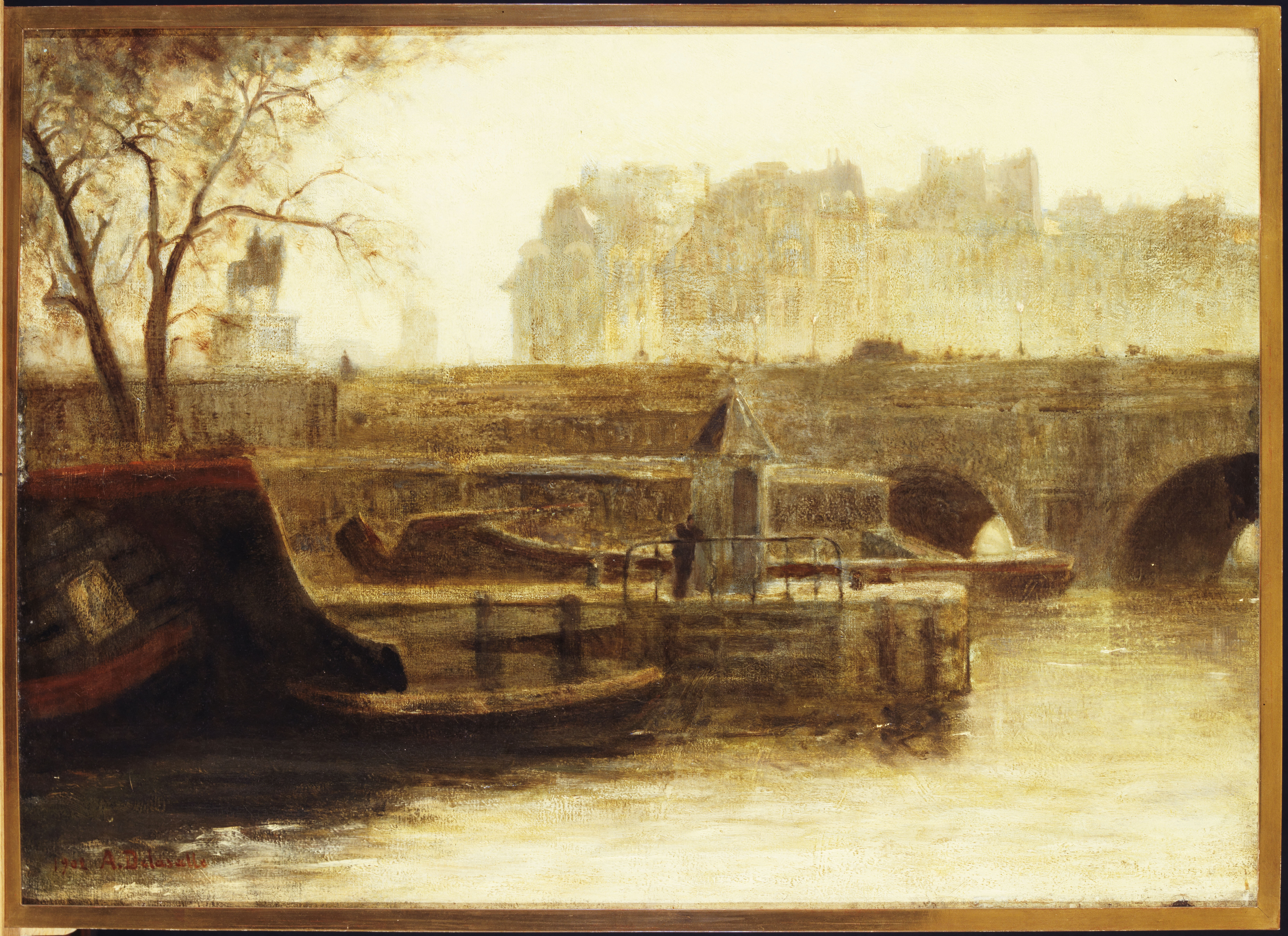
Le Pont-Neuf et l'île de la Cité, vus du quai Conti (1902), Paris, musée Carnavalet
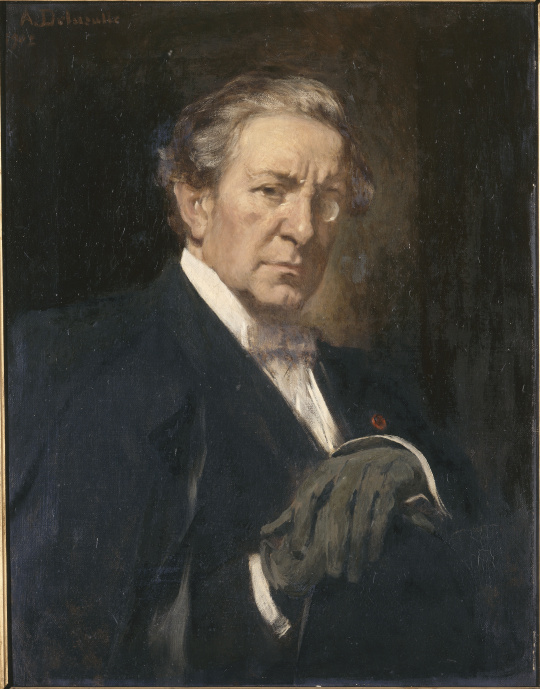
Benjamin-Constant (1845-1902), peintre (1902), musée d'Orsay
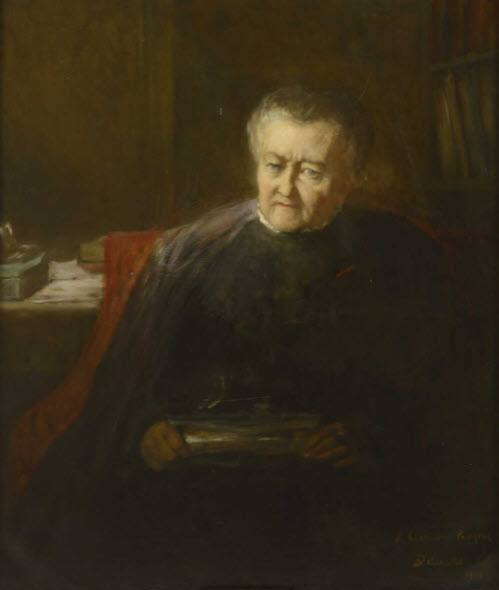
Portrait de Mlle Clémence Royer (1902), musée d'Arts de Nantes
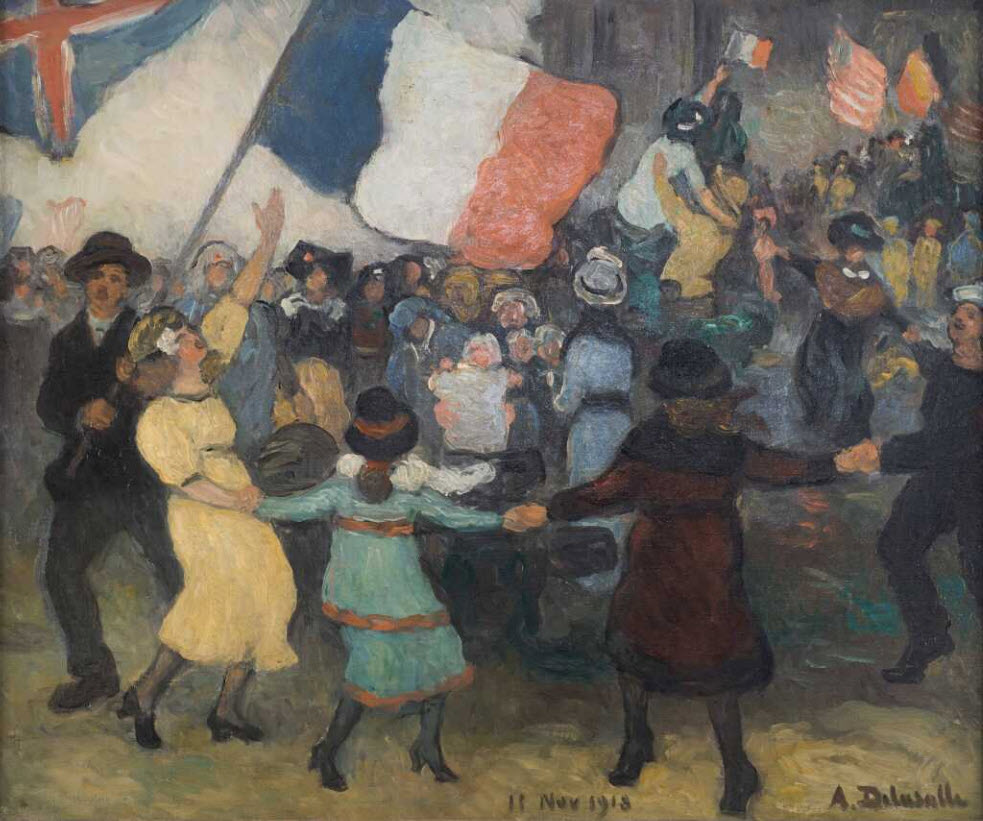
Une scène de l'armistice, 11 novembre 1918 (1918), La Contemporaine

### Dessins et estampes
- Paris
  - musée du Louvre, département des arts graphiques :
    - Mineur endormi la tête appuyée sur sa main gauche, crayon noir[33] ;
    - Profil de vieil homme, sanguine[34] ;
    - Tête de lion, crayon noir[35].

  - Petit Palais, musée des Beaux-Arts de la ville de Paris :
    - Les fortifications, 1900[36] ;
    - Etude de nu, non daté[37].
- Troyes, musée des Beaux-Arts : Étude de nu, 1909, eau forte[38].
- Washington, Smithsonian American Art Museum : Paysage,1913-1914, fusain sur papier.

Eaux-fortes par Angèle Delasalle
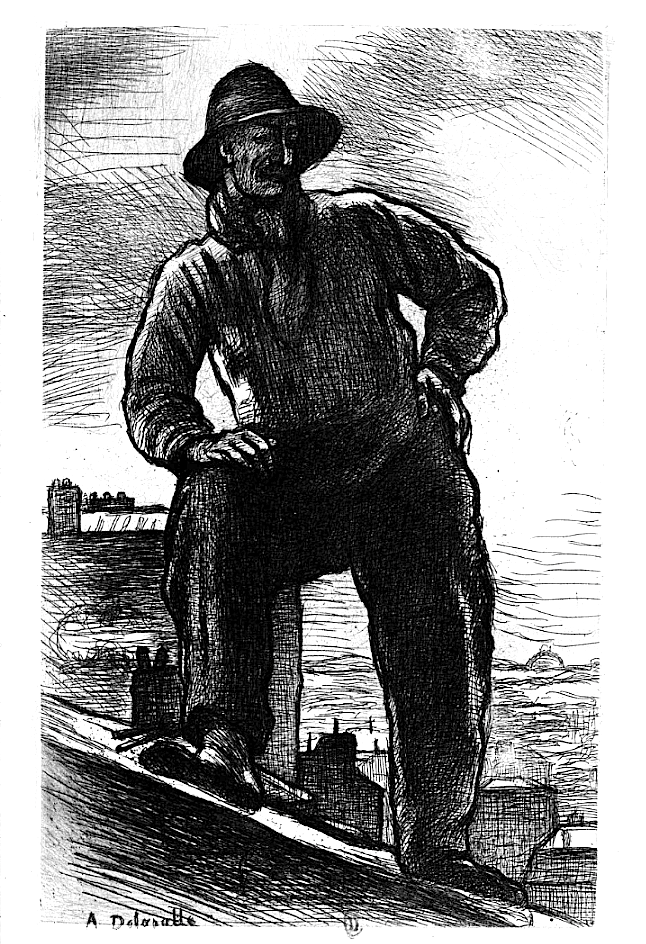
Le Couvreur (1906).
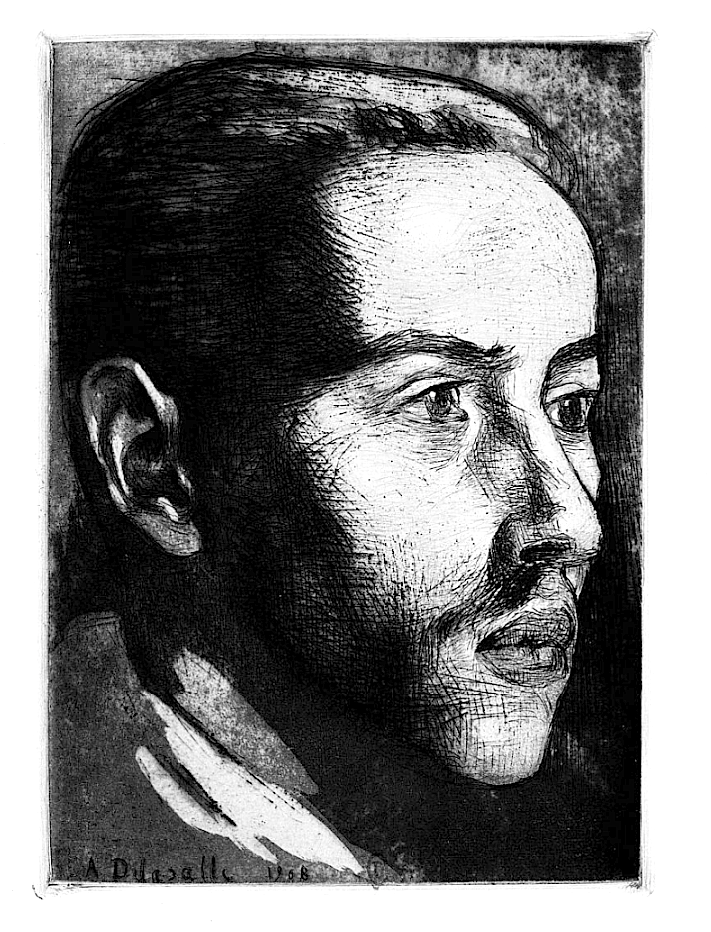
Portrait de jeune homme (1908).
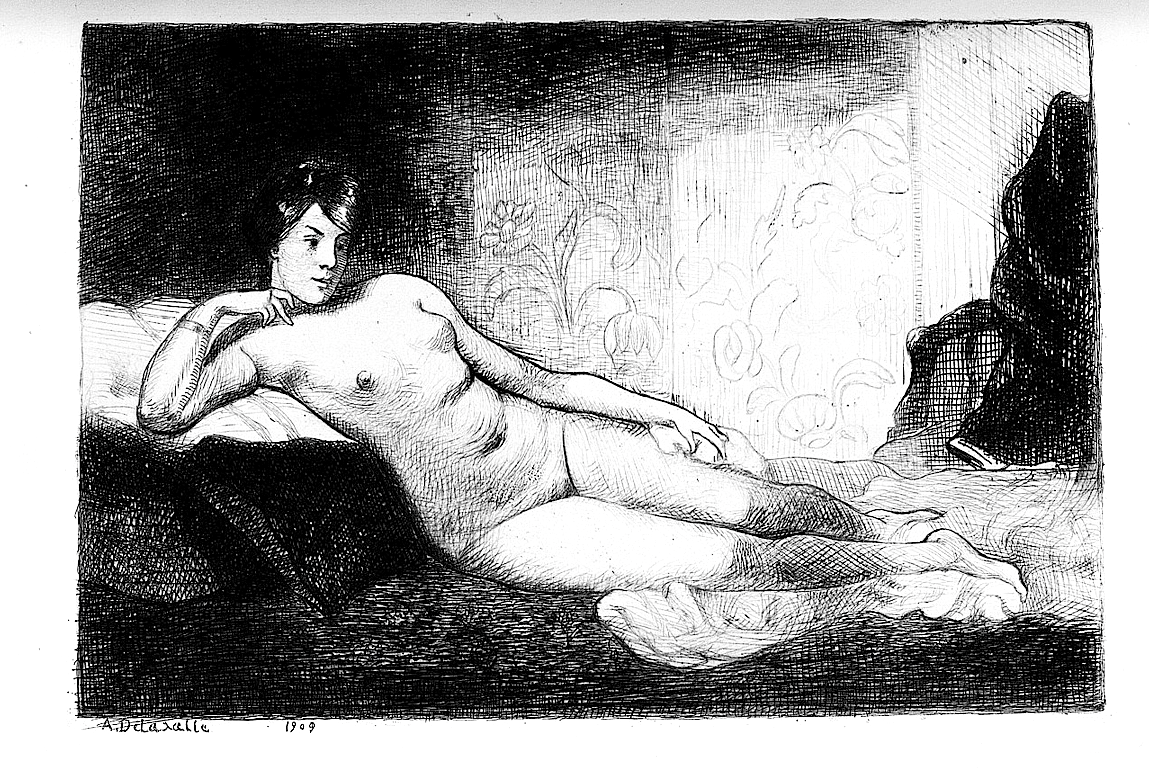
Étude de nu (1909).
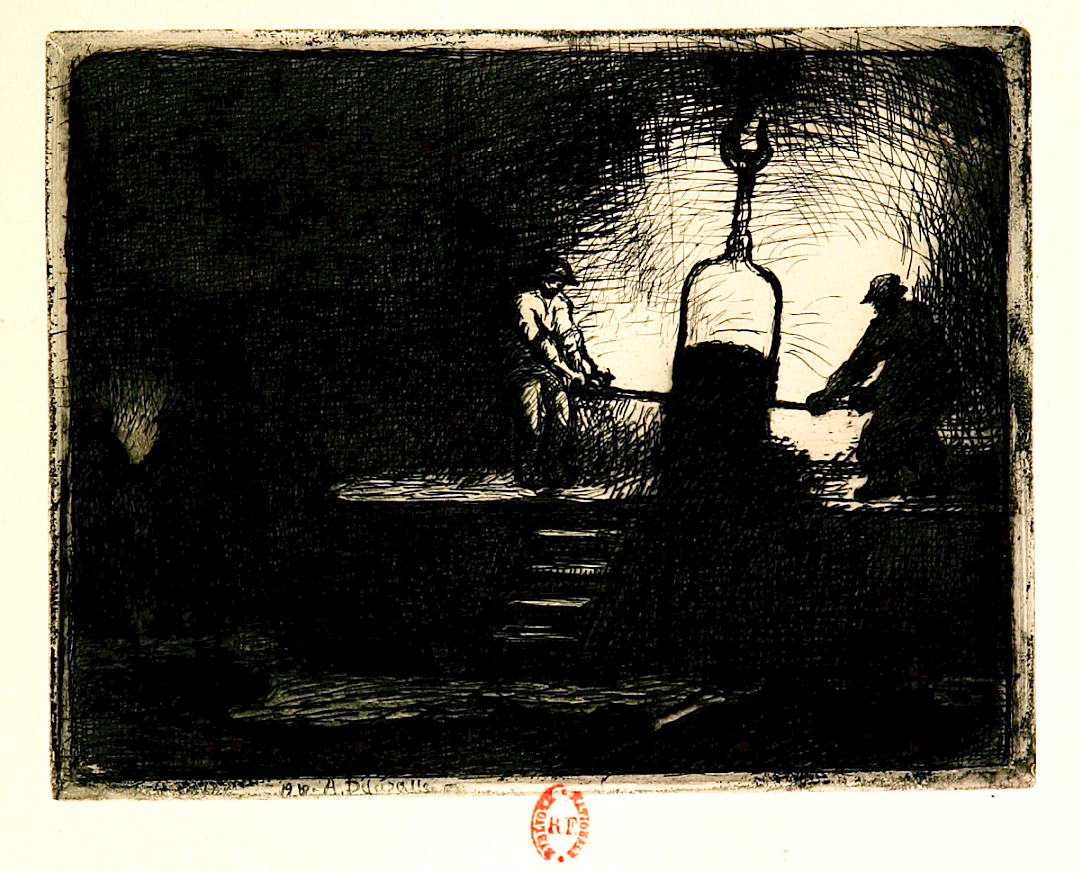
Coin de fonderie (avant 1913).
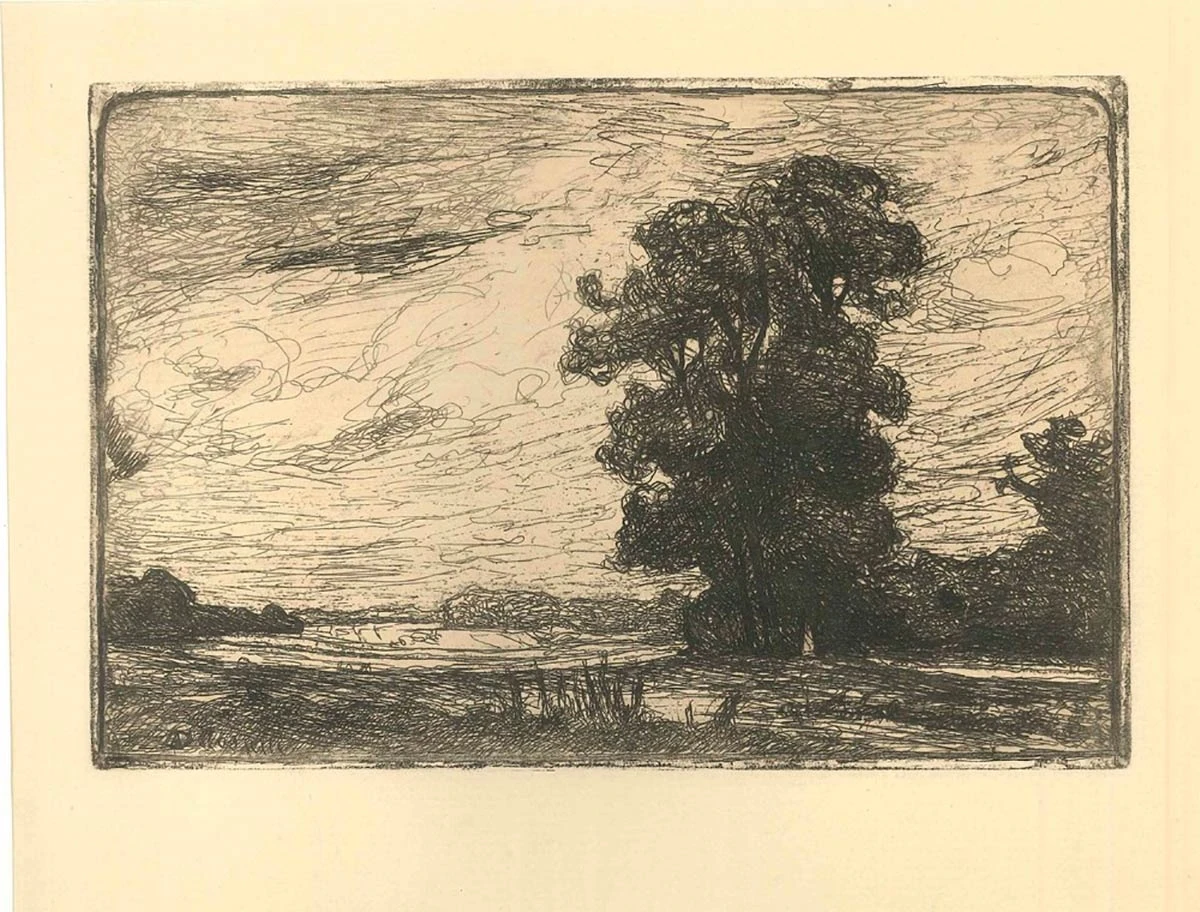
À Montigny-Beauchamp (1912).

Dessins au fusain par Angèle Delasalle
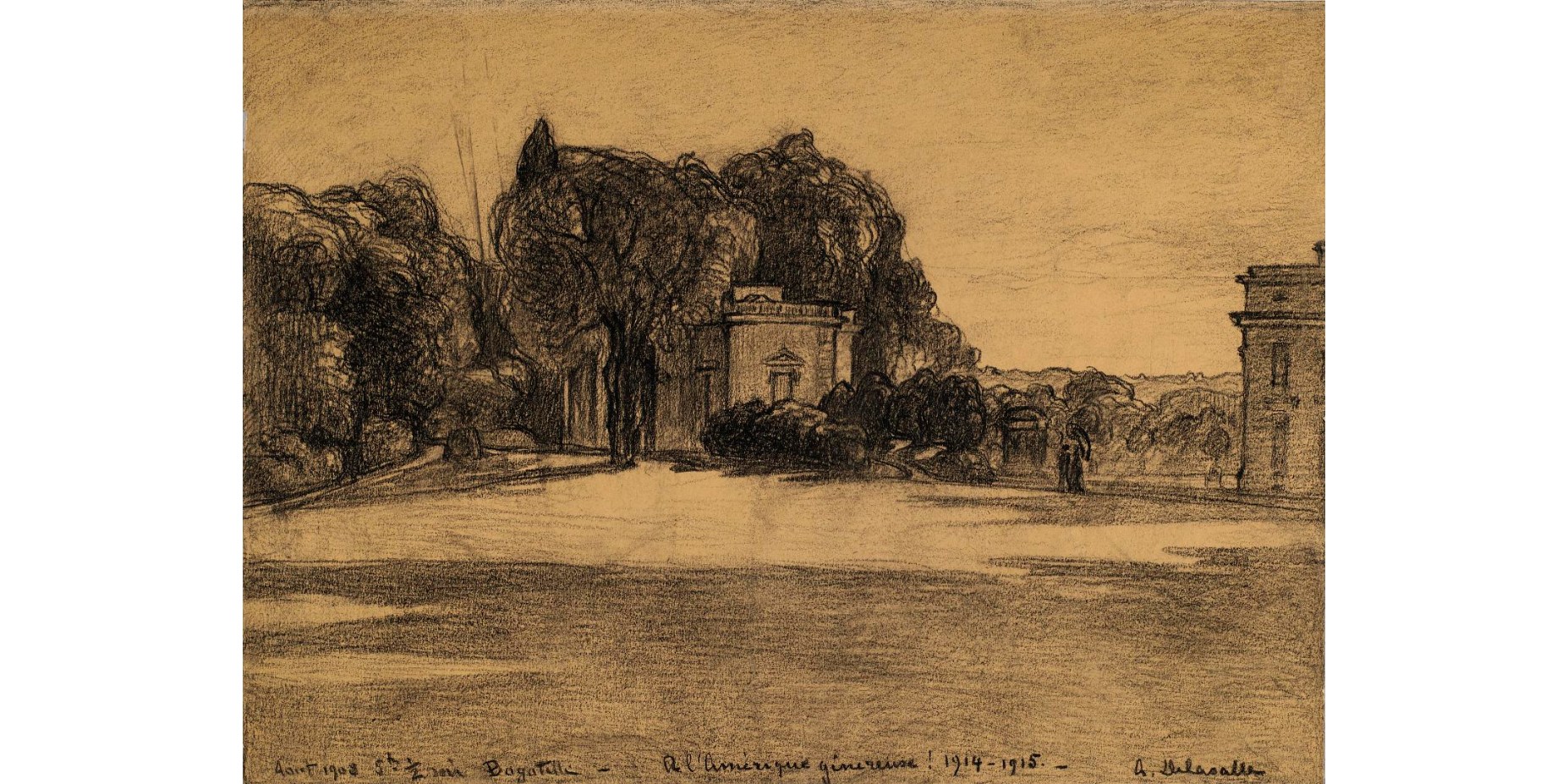
Paysage (1913-1914), Washington, Smithsonian American Art Museum
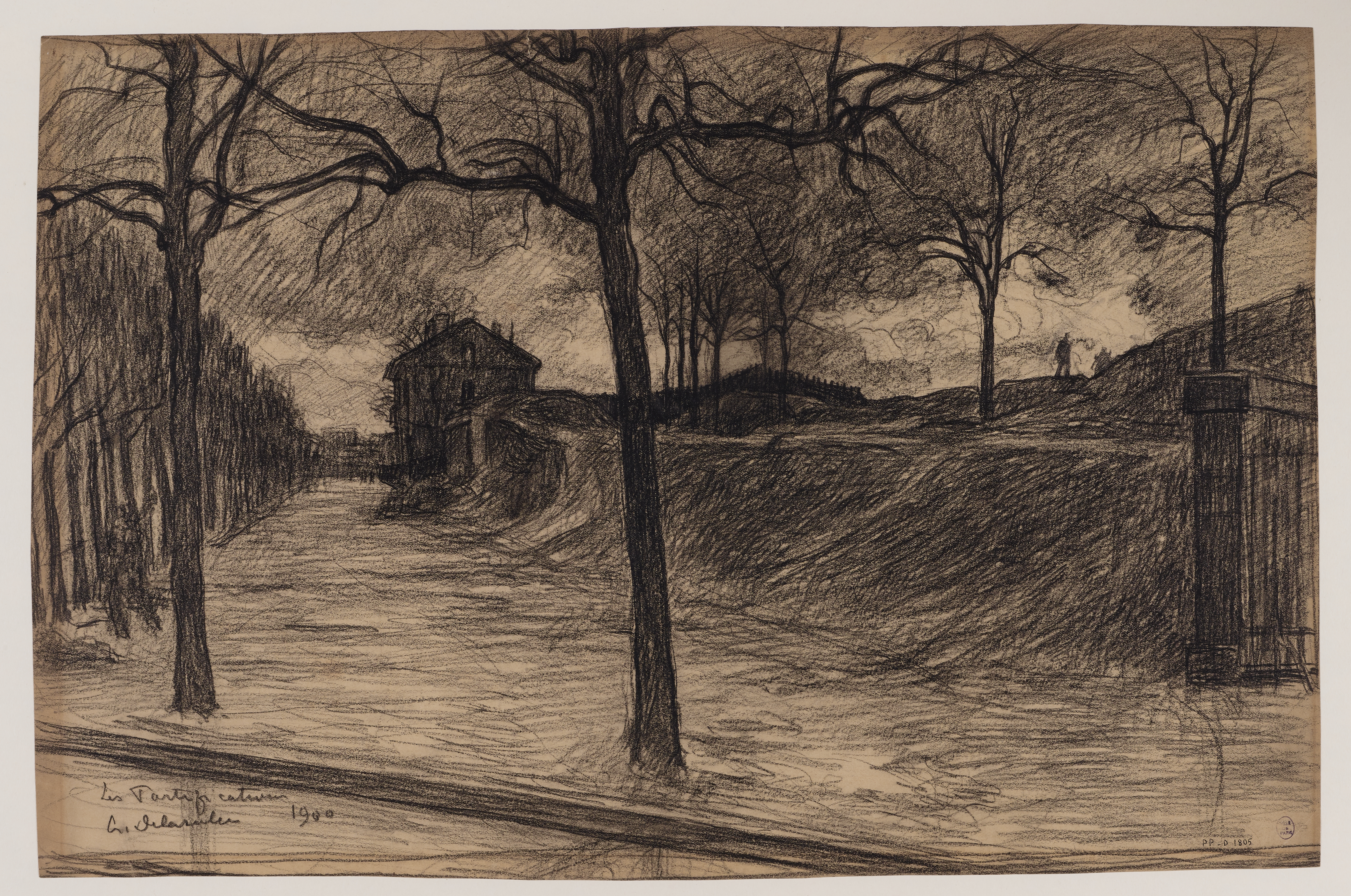
Les fortifications (1900), Petit Palais

### Numismatique
- Paris, Petit Palais, musée des Beaux-Arts de la ville de Paris : Benjamin Constant, médaillon, 1908[39].

Médaillon par Angèle Delasalle
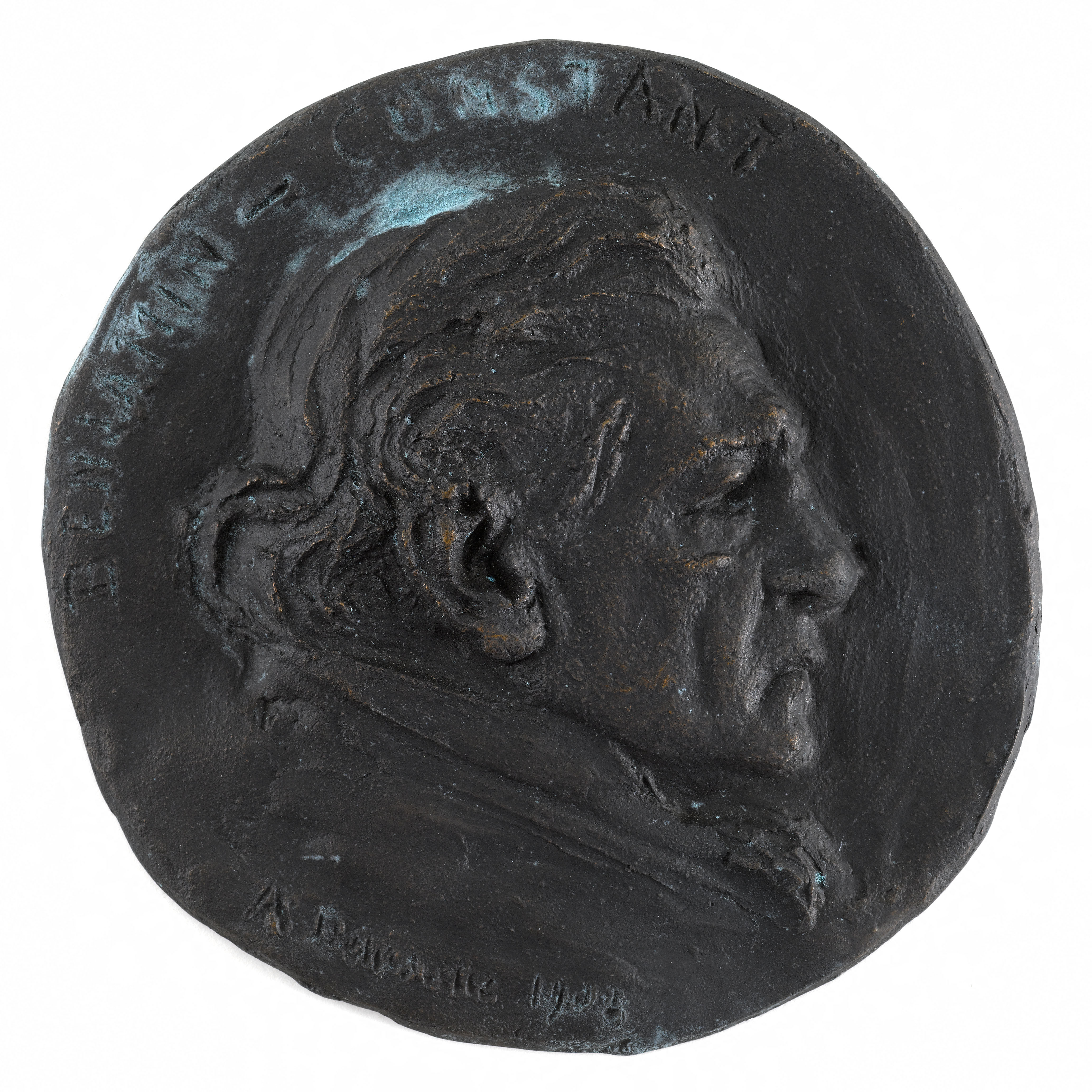
Médaille, Benjamin Constant (1908), Petit Palais

## Expositions
En 2003, une sélection de ses œuvres sont présentées par le musée d'Aquitaine lors de l'exposition Vénus et Caïn. Figures de la Préhistoire 1830-1930), qui étudie la préhistoire comme source d'inspiration,.